# Високоповажний джентльмен
«Високоповажний джентльмен» (англ. The Distinguished Gentleman) — американська сатирична комедія 1992 року режисера Джонатана Лінна з Едді Мерфі у головній ролі.

## Сюжет
Сюжет фільму зосереджений на політиці, зокрема на тому, що роблять члени Конгресу та лобісти, щоб отримати те, що вони хочуть. Шахрай із Флориди Томас Джефферсон Джонсон після того, як конгресмен Джефф Джонсон перед самими виборами помер від серцевого нападу, використав сприятливі для нього обставини і сам став конгресменом, щоб швидко розбагатіти завдяки корупції в законодавчому органі США. 

## В ролях
| Актор            | Роль                     |
| ---------------- | ------------------------ |
| Едді Мерфі       | Томас Джефферсон Джонсон |
| Лейн Сміт        | Дік Додж                 |
| Вікторія Ровел   | Селія Кірбі              |
| Шеріл Лі Ральф   | Лоретта Гікс             |
| Джо Дон Бейкер   | Олаф Андерсен            |
| Джеймс Гарнер    | Джефф Джонсон            |
| Грант Шауд       | Артур Рейнхардт          |
| Кевін Маккарті   | Террі Корріган           |
| Чарльз С. Даттон | Елайджа Гокінс           |
| Чи Макбрайд      | Гомер                    |
| Нобл Віллінгем   | Зік Бріджес              |
| Синтія Гарріс    | Віра Джонсон             |

## Критика
Реакція критиків на фільм була переважно негативною. На Rotten Tomatoes його оцінки 13% на основі 16 відгуків від критиків і 36% від більш ніж 10 000 глядачів.